# Haemanthus canaliculatus
Haemanthus canaliculatus är en amaryllisväxtart som beskrevs av Margaret Rutherford Bryan Levyns. Haemanthus canaliculatus ingår i släktet Haemanthus och familjen amaryllisväxter. Inga underarter finns listade i Catalogue of Life.